# دوايت إل. أرمسترونغ
دوايت إل. أرمسترونغ (بالإنجليزية: Dwight L. Armstrong)‏ هو كاتب ترانيم أمريكي، ولد في 15 سبتمبر 1904 في دي موين في الولايات المتحدة، وتوفي في 17 نوفمبر 1984.